# Координационная геометрия
Термин геометрическая координация используется в целом ряде смежных областей химии — химии/физики твердого тела и не только.

## Молекулы
Координационная геометрия атома в геометрическом соединении, образованном атомами вокруг центрального атома. 

## Координационные комплексы неорганических соединений
В области неорганических геометрических комплексов координации эти соединения являются геометрическими моделями, образованными атомами лигандов, которые связаны с центральным атомом в молекуле и комплексным соединением. Геометрическое расположение варьируется в зависимости от количества и типа лигандов, связанных с центром, состоящим из металла, а также координационного преимущества (англ. the coordination preference) центрального атома, как правило, металла в координационном комплексе. Число соединений (то есть число σ-связей между центральным атомом и лигандами), называется координационным числом. Геометрическая модель может быть описана как многогранник, где вершины многогранника являются центрами координации атомов лигандов.
Координационное преимущество металла часто варьируется в зависимости от его степени окисления. Число координационных связей (координационное число) может варьироваться от двух до 20.
Одна из самых распространенных геометрических координаций — октаэдрическая, где шесть лигандов координируются к металлу симметричным распределением, что ведет к образованию октаэдра, если линии нарисованы между лигандами. Менее встречающиеся в общей геометрии координации являются формы тетраэдра и «плоского квадрата» (2D квадрат).
Теория кристаллического поля может быть использована для объяснения относительной устойчивости соединений переходных металлов различной геометрической координации, а также наличия или отсутствия парамагнетизма.
ТОЭП может быть использована для предсказания геометрии комплексов основных элементов группы (исключение составляют актиноиды и лантаноиды).

## Кристаллографическое использование
В кристаллической структуре геометрическая модель атома является геометрической структурой координации атомов, где определение координации атомов зависит от связей в модели. Например, в каменной соли, ионный состав каждого атома натрия содержит шесть ближайших соседних хлорид-ионов в октаэдрической геометрии и каждый хлорид аналогично — шесть соседних ионов натрия в октаэдрической геометрии. В металлах с объемноцентрированной структурой каждый атом имеет связь с восмью ближайшими другими атомами с кубической геометрией. В металлах с гранецентрированной кубической структурой каждый атом имеет двенадцать связей с соседними атомами с кубооктаэдрической геометрией.
| Координационное число | Геометрия                                                           | Изображение | Примеры дискретных (конечных) комплексов | Примеры на кристаллах                          |
| --------------------- | ------------------------------------------------------------------- | ----------- | ---------------------------------------- | ---------------------------------------------- |
| 2                     | линейная                                                            |             | Ag(CN)2− в KAg(CN)2                      | Ag в цианиде серебра, Au в AuI                 |
| 3                     | плоский треугольник                                                 |             | Cu(CN)32− в Na2Cu(CN)3·3H2O              | O в TiO2 (структура рутила)                    |
| 4                     | тетраэдр                                                            |             | CoCl42−                                  | Zn и S в сульфиде цинка, Si в диоксиде кремния |
| 4                     | квадрат                                                             |             | AgF4−                                    | CuO                                            |
| 5                     | тригональная бипирамидальная                                        |             | SnCl5−                                   |                                                |
| 5                     | квадратная пирамидальная                                            |             | InCl52− в (NEt4)2InCl5                   |                                                |
| 6                     | октаэдр                                                             |             | Fe(H2O)62+                               | Na и Cl в хлориде натрия                       |
| 6                     | тригональная призматическая                                         |             | Mo(SCHCHS)3                              | As в NiAs, Mo в MoS2                           |
| 7                     | пентагональная бипирамидальная                                      |             | ZrF73− в (NH4)3ZrF7                      | Pa в PaCl5                                     |
| 7                     | гранецентрированная октаэдрическая                                  |             | [HoIII(PhCOCHCOPh)3(H2O)]                | La в La2O3                                     |
| 7                     | тригональная призматическая, квадратическая моногранецентрированная |             | TaF72− в K2TaF7                          |                                                |
| 8                     | куб                                                                 |             |                                          | Хлорид цезия, фторид кальция                   |
| 8                     | квадратная антипризматическая                                       |             | TaF83− в Na3TaF8                         | Хлорид тория(IV)                               |
| 8                     | додекаэдр                                                           |             | Mo(CN)84− в K4[Mo(CN)8].2H2O             | Zr в K2ZrF6                                    |
| 8                     | гексагональная бипирамидальная                                      |             |                                          | N в Li3N                                       |
| 8                     | октаэдр                                                             |             |                                          | Ni в арсениде никеля                           |
| 8                     | тригональная призматическая                                         |             |                                          | Ca в CaFe2O4                                   |
| 8                     | тригональная призматическая, квадратная лицевая двуребристая        |             |                                          | PuBr3                                          |
| 9                     | тригональная призматическая, квадратная лицевая триребристая        |             | [ReH9]2− в нонагидроренате калия         | SrCl2·6H2O , Th в RbTh3F13                     |
| 9                     | англ. monocapped square antiprismatic                               |             | [Th(торополонат)4(H2O)]                  | La в LaTe2                                     |
| 10                    | англ. bicapped square antiprismatic                                 |             | Th(C2O4)42−                              |                                                |
| 11                    |                                                                     |             | Th в [ThIV(NO3)4(H2O)3] (NO3−)           |                                                |
| 12                    | икосаэдр                                                            |             | Th в Th(NO3)62−-ион в Mg[Th(NO3)6]·8H2O  |                                                |
| 12                    | кубооктаэдрон                                                       |             | ZrIV(η³−(BH4)4)                          |                                                |
| 12                    | антикубооктаэдон                                                    |             |                                          |                                                |
| 14                    | двуребристая антипризматичная гексагональная                        |             | U(BH4)4                                  |                                                |

Где нет дискретных комплексов означает, что соединения найдены как отдельные единицы сфер вокруг атомов в кристаллах

## Именование неорганических соединений
ИЮПАК ввел полиэдрический символ (англ. Polyhedral symbol) в части «рекомендации номенклатуры по ИЮПАК в неорганической химии 2005» (англ. IUPAC nomenclature of inorganic chemistry 2005 recommendations) для описания геометрии вокруг атома в соединении.
IUCr (International Union of Crystallography) предложили символ, который показывается как верхний индекс в квадратных скобках в химической формуле. Например, CaF2 будет записан как Ca[8СВ]F2[4T], где [8СВ] означает что это кубическая координация и [4T] означает — четырехгранная. Эквивалентный символ в ИЮПАК обозначается как CU−8 и T-4 соответственно.
Символ ИЮПАК применим к комплексам и молекулам, в то время как по предложению IUCr это относится к кристаллическим твердым телам.